# Senador (prefeito urbano)
Senador (em latim: Senator) foi um oficial bizantino do século V, ativo durante o reinado dos imperador Arcádio (r. 395–408). Era filho de um romano ilustra de nome desconhecido a quem o escritor Quinto Aurélio Símaco devia uma obrigação; por conta desta dívida, Símaco intercederia em seu nome em 389/394 acerca duma disputa de propriedade. Senador é citado em 407, quando, em 22 de fevereiro, exerceu a função de prefeito urbano de Constantinopla; segundo o Código de Justiniano, teria sido prefeito pretoriano do Oriente. A ele são creditadas leis acerca das heresias maniqueísmo, montanismo e priscilianismo.